# Fjällsländfluga
Fjällsländfluga (Sphaerophoria boreoalpina) är en tvåvingeart som beskrevs 1989 av Pierre Goeldlin de Tiefenau utifrån ett specimen funnet i Schweiz. Fjällsländfluga ingår i släktet sländblomflugor, och familjen blomflugor. Inga underarter finns listade i Catalogue of Life.

## Utbredning
Fjällsländflugan förekommer i schweiziska alperna, franska Alperna och Norden. I Norden är den känd från ganska fåtaliga fynd i svenska fjällen, från Jämtland till Torne lappmark och i norra Norrbotten, från ett fåtal fynd i Norges södra fjäll och Finnmark, och ett fåtal fynd från finska Lappland.

## Utseende
Fjällsländflugan är en mindre, långsträckt fluga, som mäter 7-9 mm. Den har ljusgult ansikte, med gula sidostrimmor på ryggskölden och svart smal bakkropp med gula sidofläckar.

## Ekologi
Den förekommer i fjällbjörkskog och på kalfjäll. I Alperna förekommer den på höjder över 2000 meter över havet och i Norden över 500 meter över havet, eller norr om polcirkeln.
Den flyger mycket nära marken. I Norden besöker den blommor av ormrot (Bistorta vivipara) och hjortron (Rubus chamaemorus), och i Alperna även fjällsmörblomma (Ranunculus nivalis) och olika arter av klöver (Trifolium spp.). I Norden är flygtiden från mitten av juni till andra halvan av juli, och i Alperna till slutet av augusti.